# Pleurostomophora ootheca
Pleurostomophora ootheca är en svampart som beskrevs av Vijaykr., Jeewon & K.D. Hyde 2004. Pleurostomophora ootheca ingår i släktet Pleurostomophora och familjen Pleurostomataceae.   Inga underarter finns listade i Catalogue of Life.